# Ostrov (zámek, okres Karlovy Vary)
Ostrov je zámek ve stejnojmenném městě v okrese Karlovy Vary. Areál zámku tvoří rozsáhlý komplex několika budov různého stáří, na nějž na západní straně navazuje jedenáctihektarový park s letohrádkem a další drobnou architekturou. Vznikl po třicetileté válce přestavbou staršího šlikovského sídla. Dochovanou podobu získal při klasicistní přestavbě na konci osmnáctého století a pozdějších úpravách. Od roku 1964 je chráněn jako kulturní památka. Po rozsáhlé rekonstrukci v letech 2012–2014 slouží budovy zámku potřebám města i veřejnosti (městský úřad, městská knihovna, výstavní prostory).

## Historie

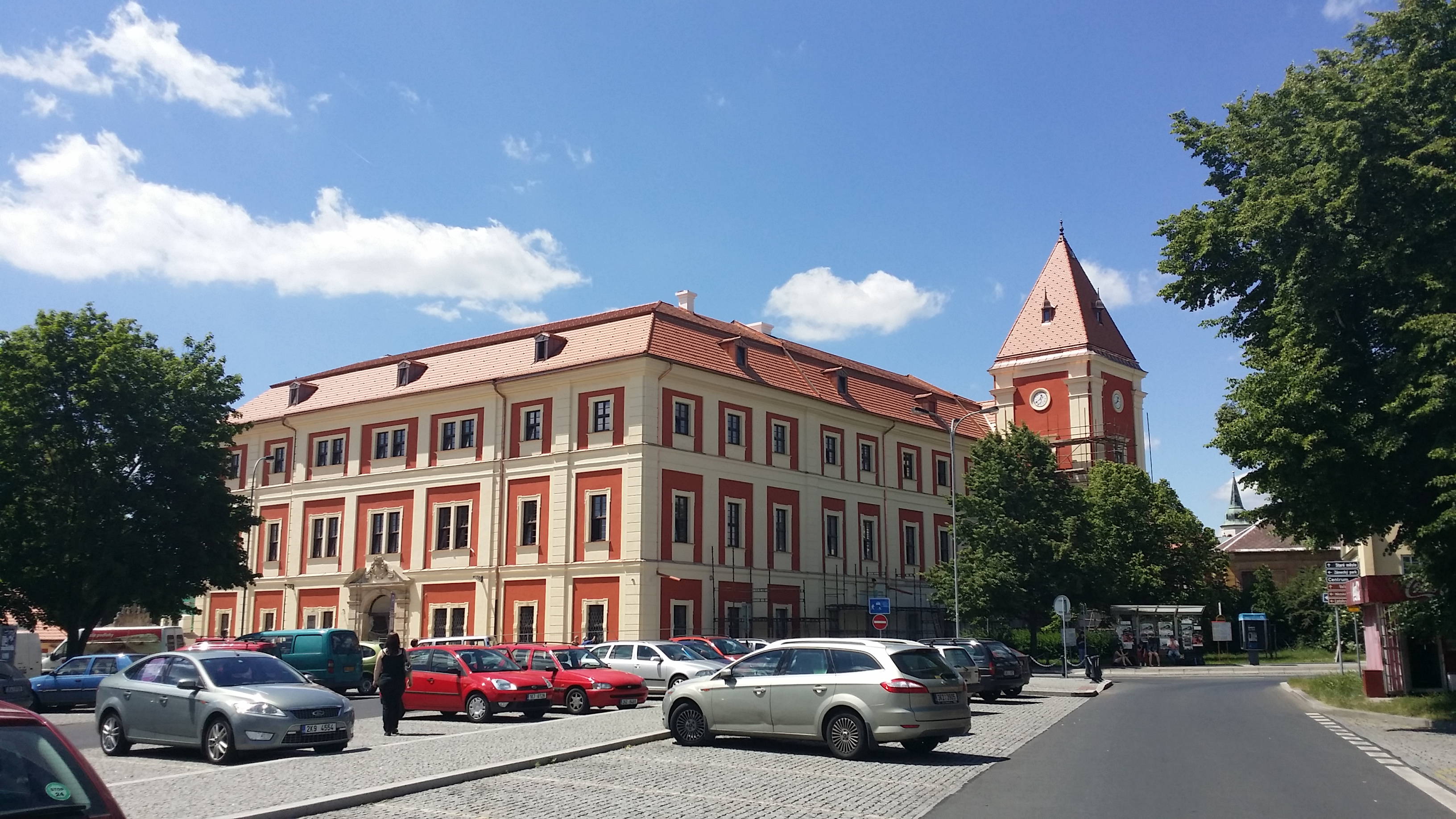
Ostrovský zámek po rekonstrukci

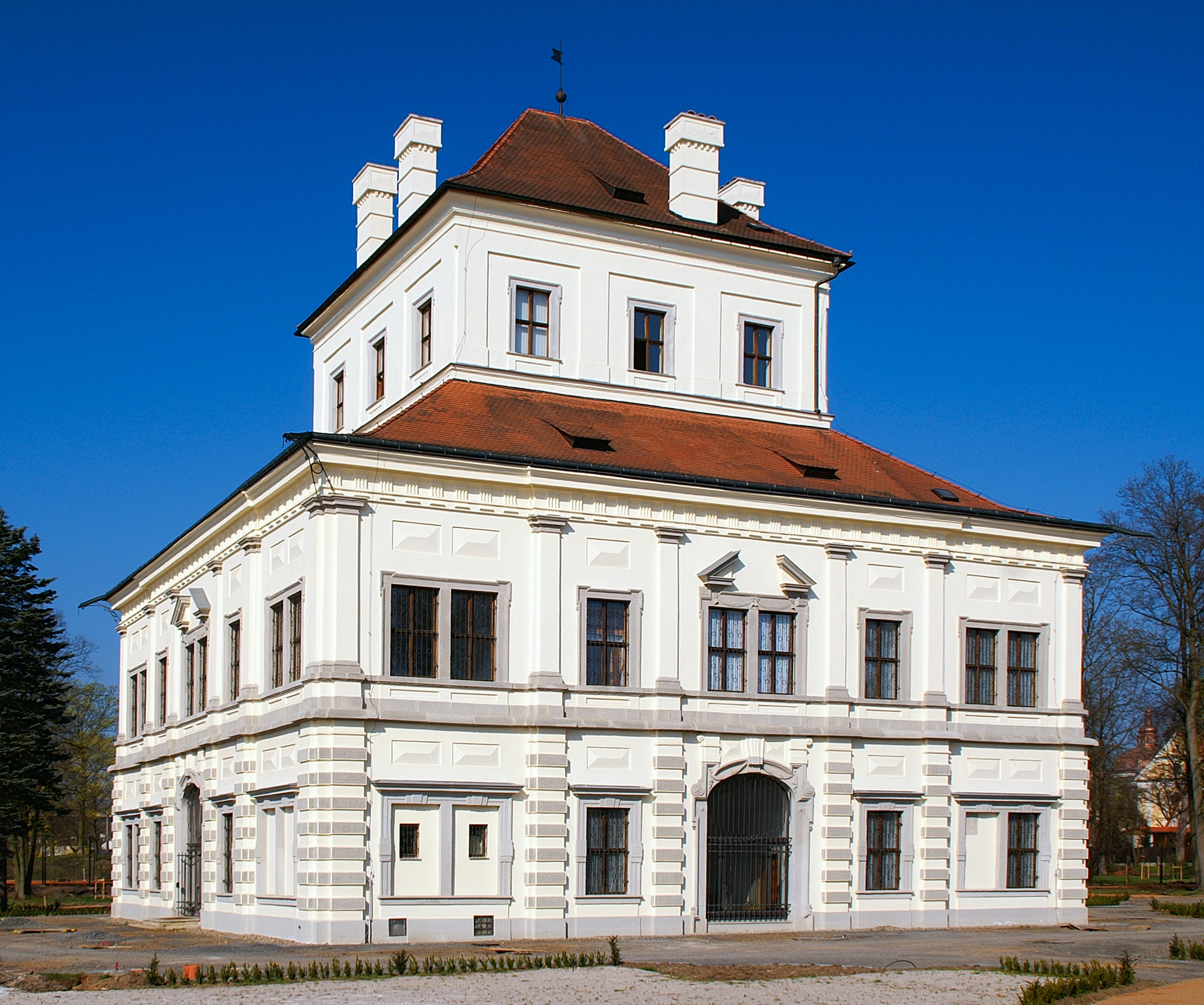
Ostrov nad Ohří, letohrádek v zámeckém parku

Existují hypotézy, že hrad v Ostrově založil při lokaci města již král Přemysl Otakar II. Šlikovská rezidence potom vznikla jeho přestavbou na přelomu patnáctého a šestnáctého století nebo v jeho první polovině.
Písemně je panský zámek v Ostrově doložen až v roce 1545, kdy se uvádí jako sídlo Kašpara a Jindřicha Šlika. Od roku 1577 zámek drželi zástavní majitelé, kterým je přenechala Lukrécie Šliková, rozená Salmová. Šlikovské dědičné právo se podařilo v roce 1607 získat městu, které se mezitím vykoupilo z poddanství. Za účast na stavovském povstání však město o svá práva přišlo, a jeho panství získal kníže Julius Jindřich Sasko-Lauenburský, který nechal v roce 1650 postavit nový barokní zámek. Na jeho stavbě se podíleli architekti Kryštof Dientzenhofer a Giulio Broggio. V roce 1689 panství sňatkem získal markrabě Ludvík Vilém I. Bádenský, jehož potomkům patřilo až do roku 1782. Tehdy připadlo královské komoře, která ho v roce 1811 prodala toskánskému velkovévodovi Ferdinandu III. Jeho rodu patřilo až do roku 1918.

## Stavební podoba
Existoval-li v Ostrově hrad již před koncem patnáctého století, mohly se jeho zbytky dochovat v podobě několika valeně klenutých prostor v suterénu severozápadního zámeckého křídla. Z pozdně gotického nebo raně renesančního sídla Šliků se dochovala pouze jedna zeď a jeho podobu známe jen díky vedutě z roku 1642 od Matthäuse Meriana. Tehdejší čtyřkřídlý zámek měl čtverhranný půdorys. Největší stavbou bylo mohutné severozápadní křídlo, na které navazovalo menší jihozápadní křídlo s pavlačí a arkýřovitými vížkami na vnější straně. Je možné, že pavlač na rytině byla ochozem starší parkánové hradby. V jižní části bylo toto křídlo nebo hradba ukončena okrouhlou baštou s polygonální vrchní částí. V protějším křídle s arkádou v patře byla brána do ulice pod městskou Dolní bránou. Na místě dochovaného zámku bývalo menšími budovami po obvodu zastavěné předzámčí.
Těžce poškozený starý zámek nahradila roku 1650 stavba raně barokního sídla, které obklopil rozsáhlý francouzský park. Nový zámek tvořila čtyřkřídlá budova okolo obdélného dvora. Jednotlivé budovy se do nádvoří otevíraly půlkruhovými arkádami v přízemí. Architektonické detaily byly dokončeny až v devadesátých letech sedmnáctého století.
Barokní podobu zámku však změnila klasicistní přestavba po požáru v roce 1795. Z původního zámku zůstaly jen obvodové zdi, portál z roku 1690 a některé drobné detaily. Klasicistní úpravy fasád zahrnují především římsy a lizény, dále potom mansardové střechy a detaily oken. Úpravy interiérů, které proběhly v devatenáctém století, odstranily jejich historický charakter.

## Galerie

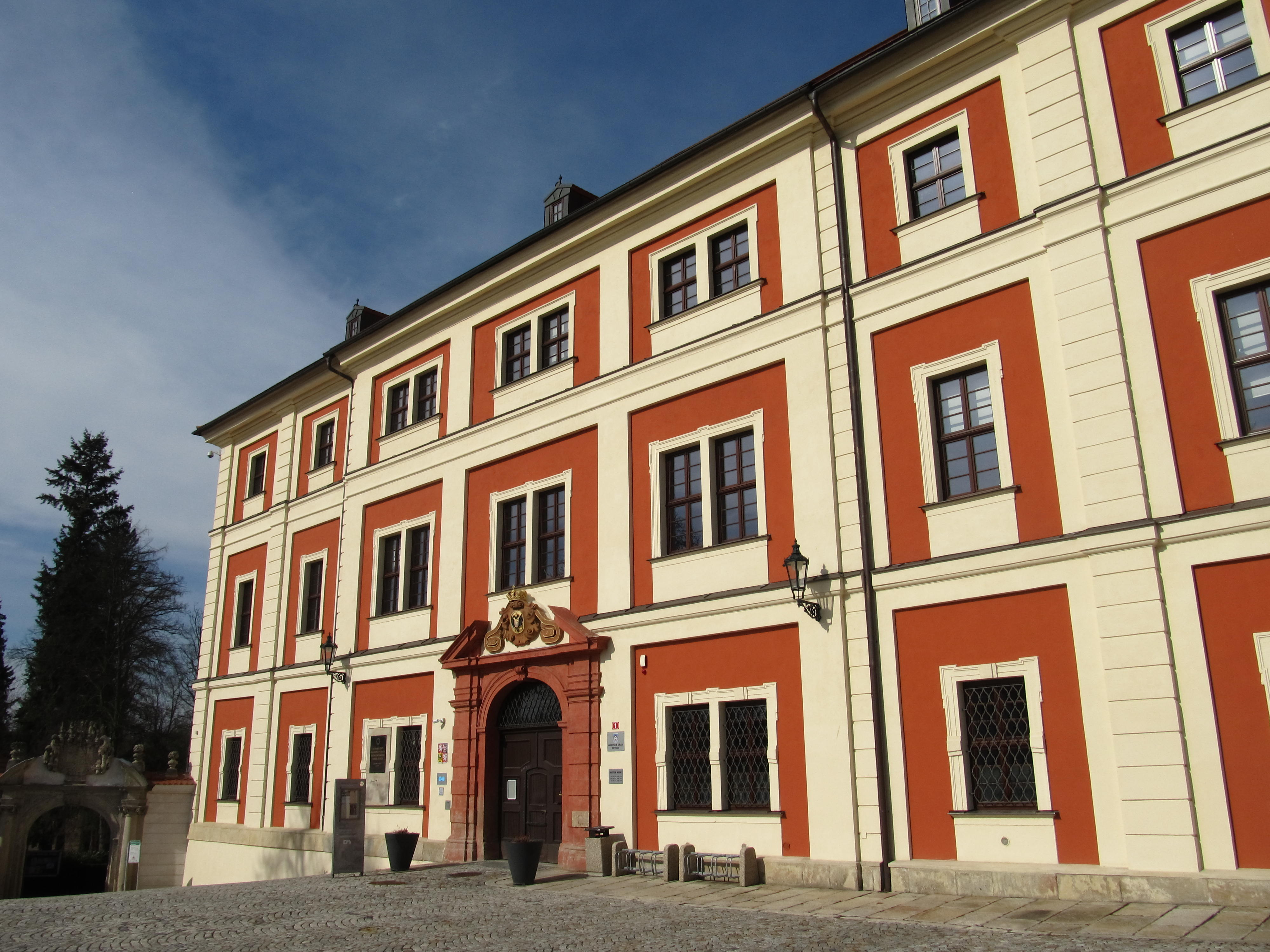
Vstupní křídlo tzv. Lauenburského zámku z Jáchymovské ulice
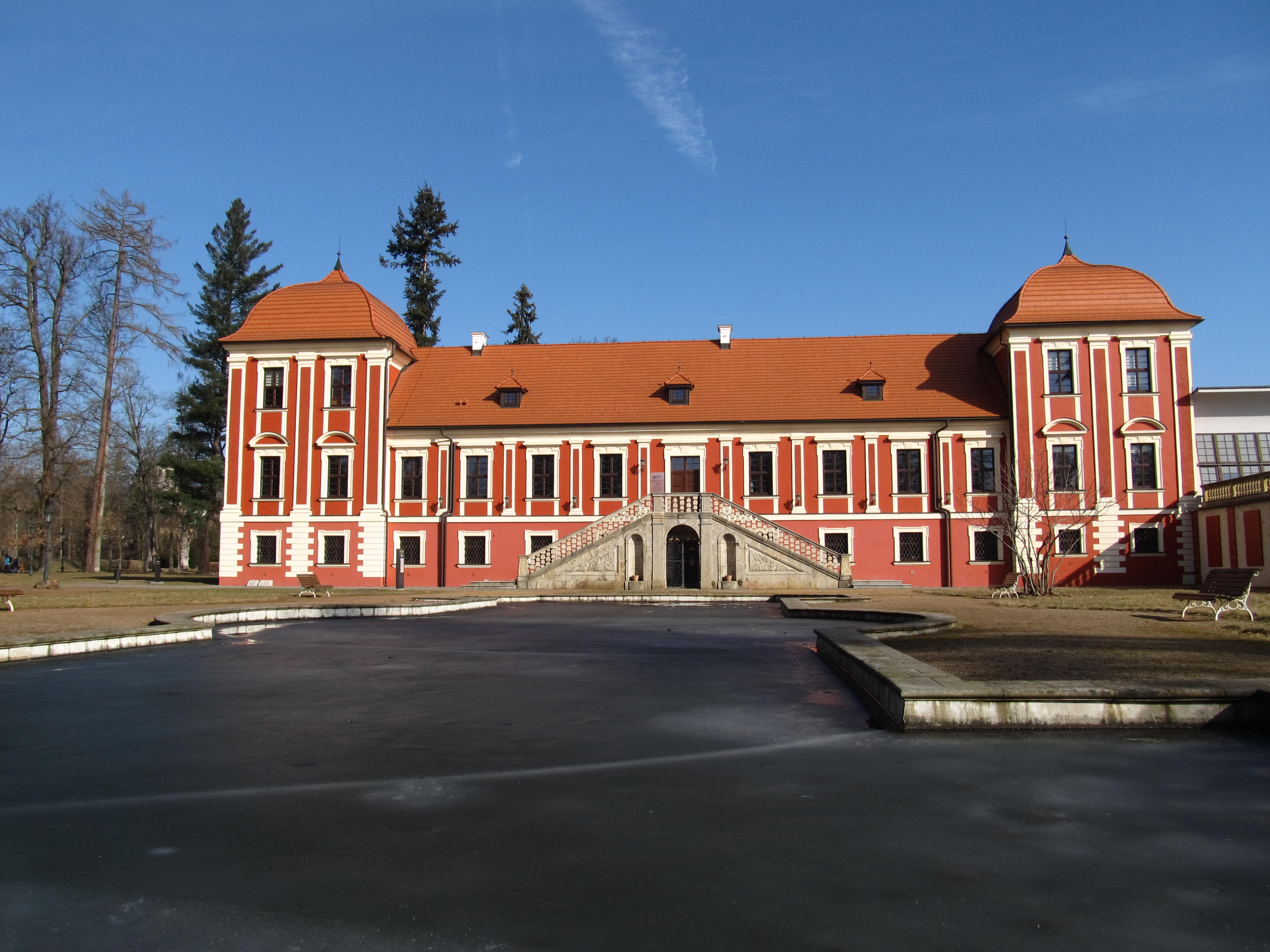
Palác princů
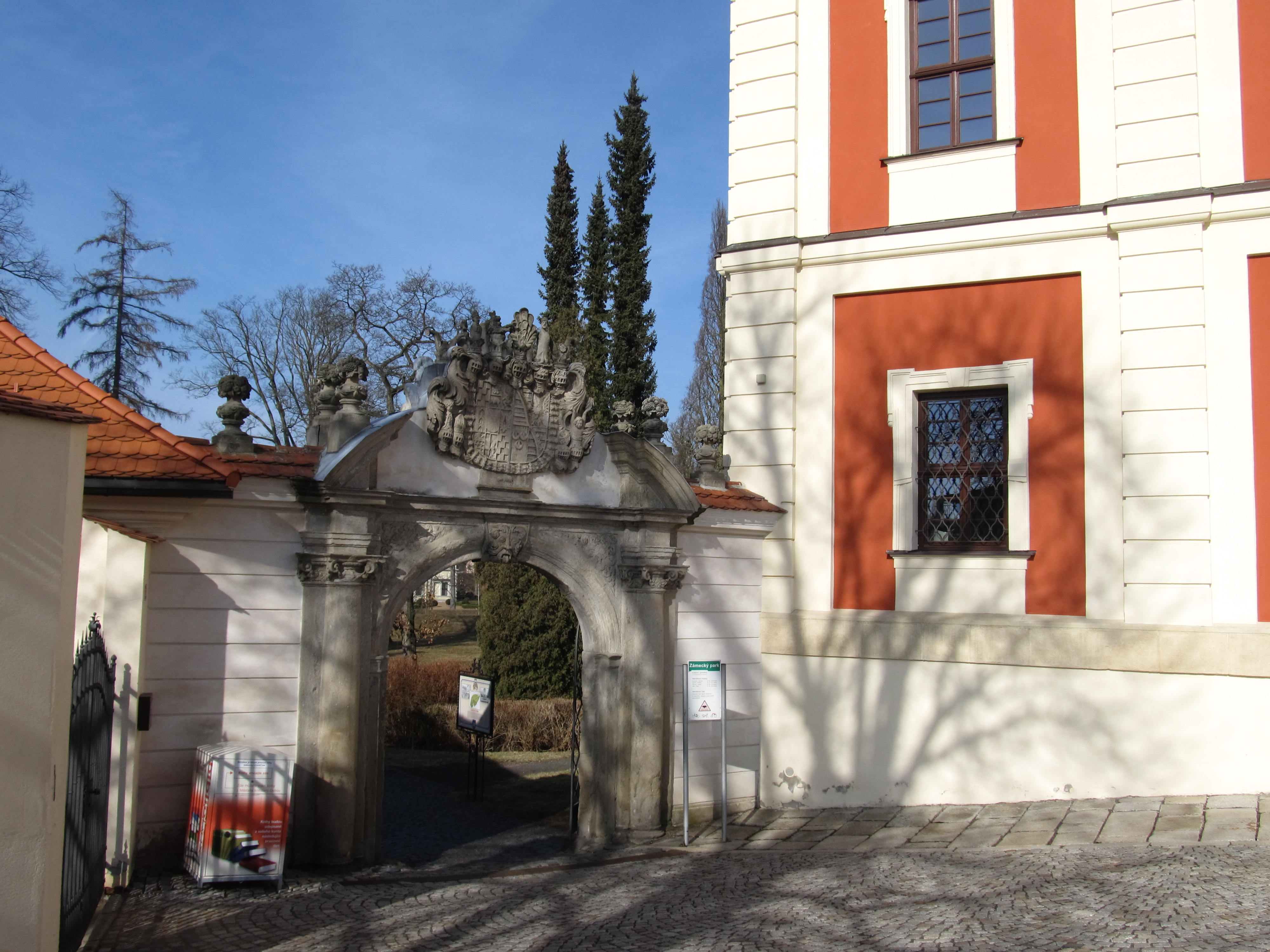
Bílá brána mezi Lauenburským zámkem a Palácem princů
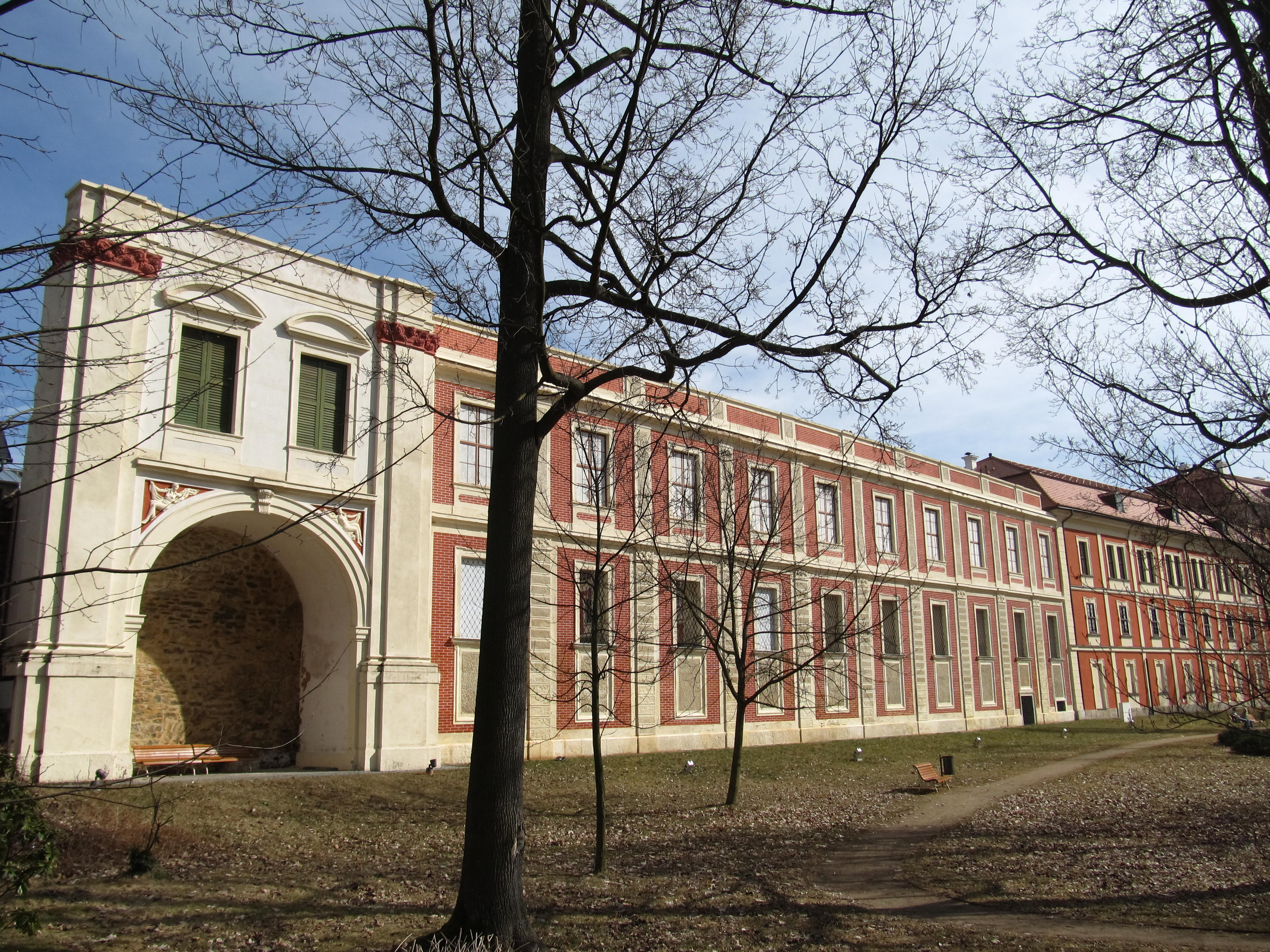
Pohledová zeď opticky zvětšující zámek pohledem z parku
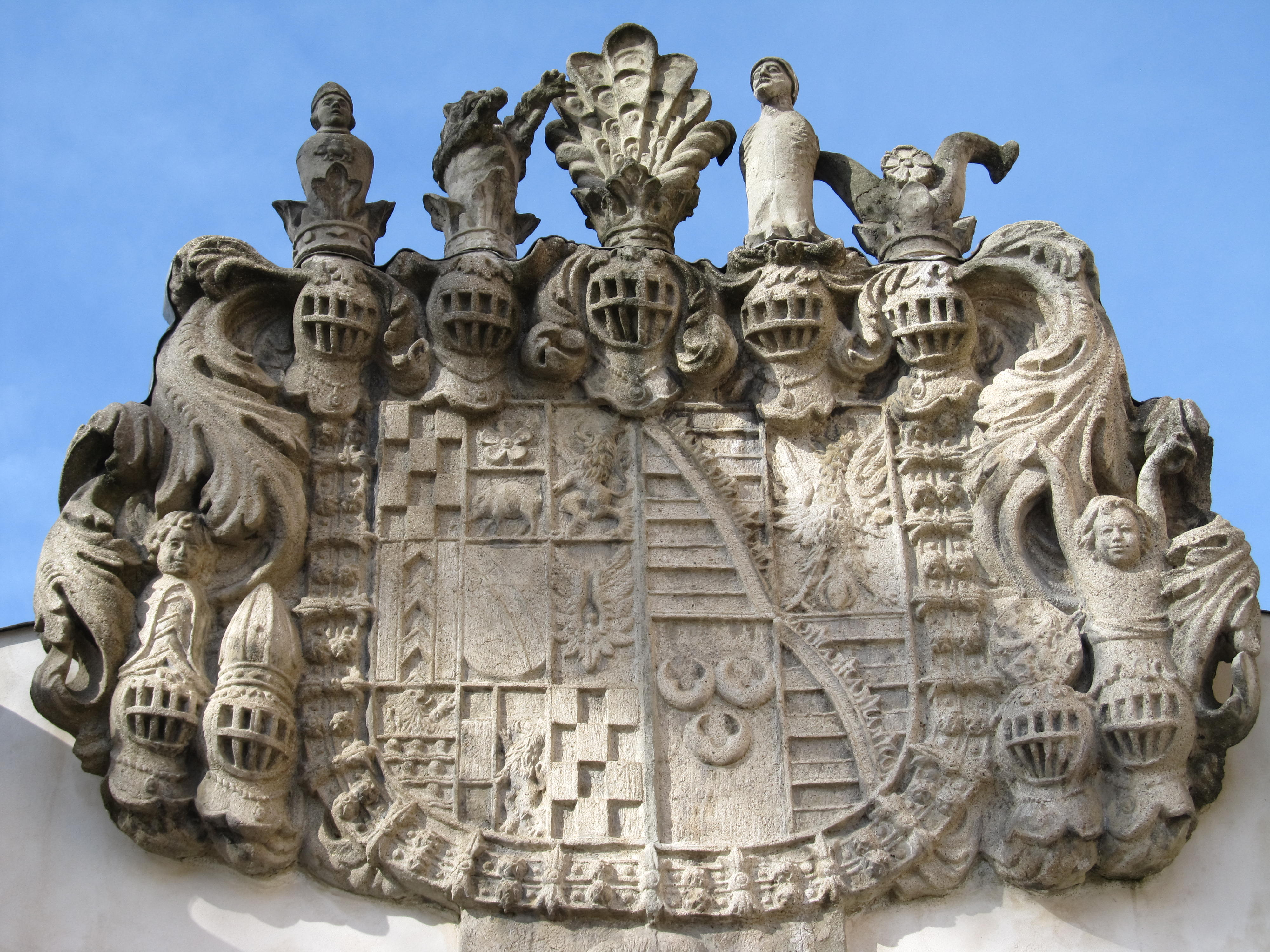
Erb vévodů sasko-lauenburských a markrabat bádenských na Bílé bráně
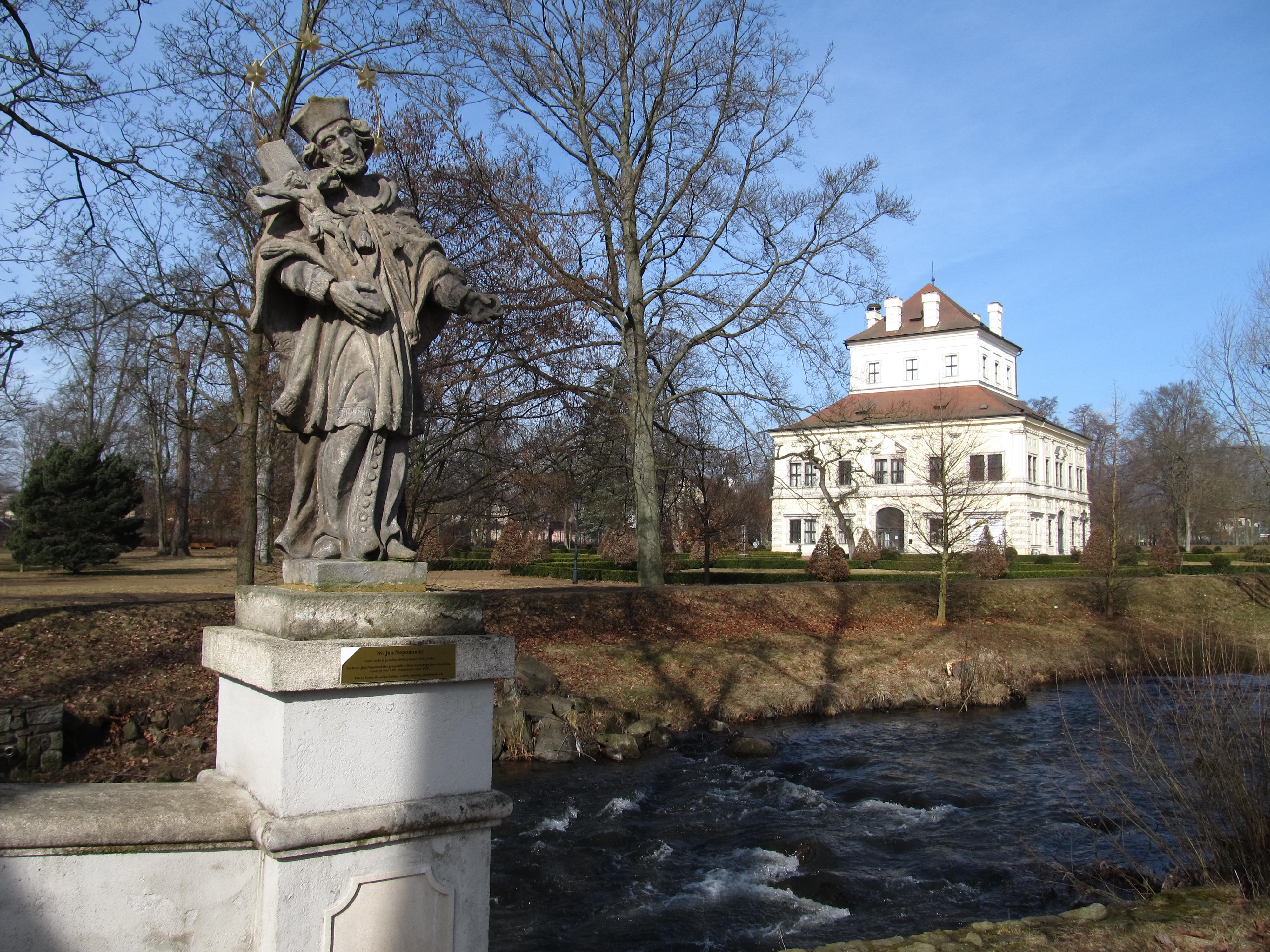
Říčka Bystřice, socha sv. Jana Nepomuckého a letohrádek v zámeckém parku
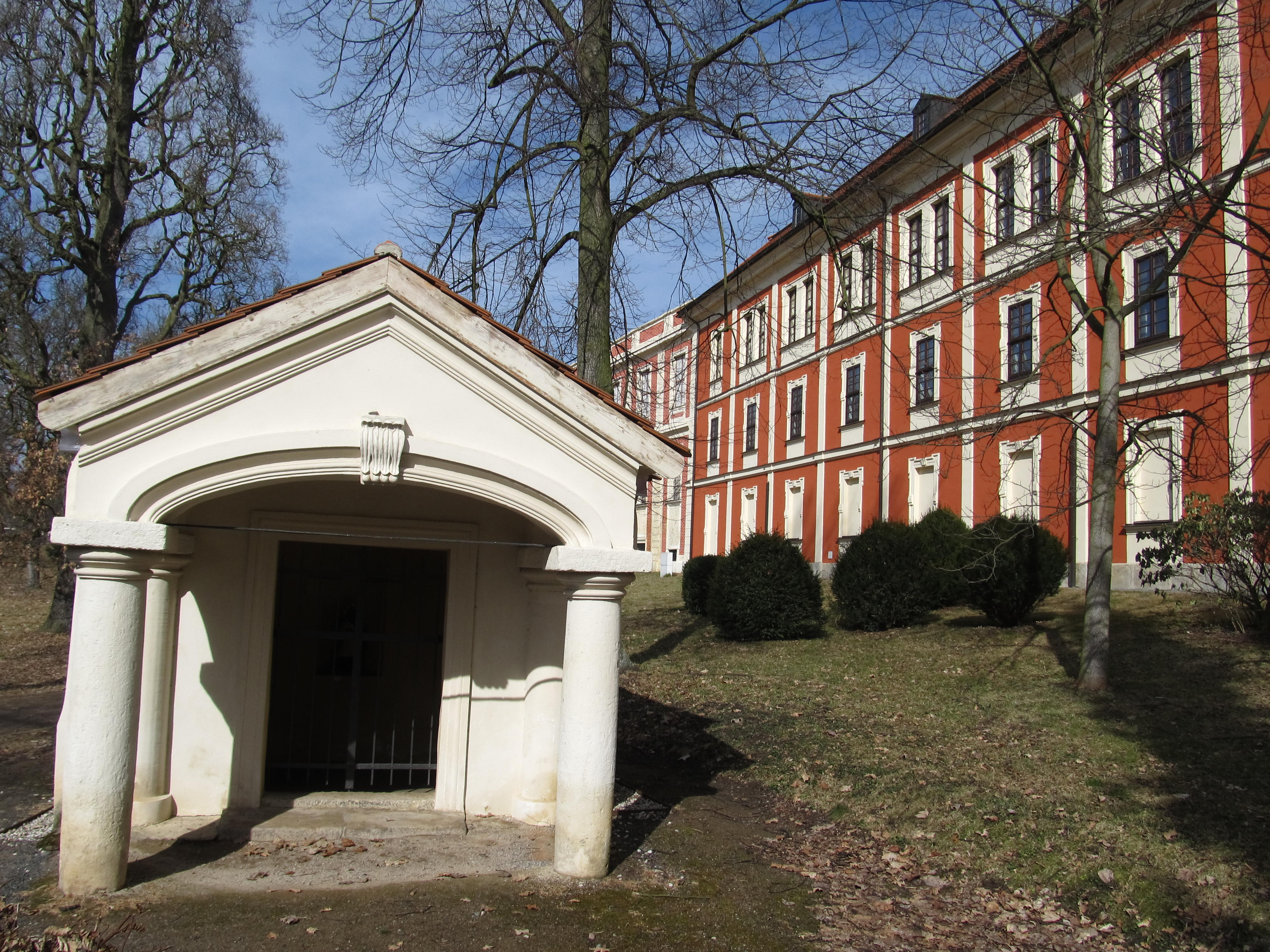
Klasicistní kaple před zámkem v parku